# Korablinói járás

A Korablinói járás a Rjazanyi területen

A Korablinói járás (oroszul: Кораблинский район) Oroszország egyik járása a Rjazanyi területen. Székhelye Korablino.

## Népesség
- 1989-ben 28 144 lakosa volt.
- 2002-ben 26 026 lakosa volt.
- 2010-ben 22 941 lakosa volt.